# Instrument de navegació aèria
Els instruments de vol són el conjunt de mecanismes que equipen una aeronau i que permeten el vol en condicions segures. Depenent de la seua grandària o grau de sofisticació, una aeronau pot comptar amb un nombre variable d'instruments. Se classifiquen en tres grups: de control, de performance i de navegació.

## Brúixola
La brúixola o compàs permet al pilot conèixer el rumb de l'aeronau. En moltes ocasions, la brúixola es complementa amb un giroscopi, el moviment del qual és més estable i precís que el del compàs.

## Altímetre i variòmetre
L'altímetre i el variòmetre indiquen, respectivament, l'altitud de vol de la nau i la seua taxa de descens o ascens. La precisió de l'altímetre depèn que haja sigut degudament ajustat a la pressió baromètrica de la zona de vol, ja que, bàsicament, és un baròmetre aneroide.
El radioaltímetre és un aparell que es fa servir per a determinar l'altura sobre el terreny amb una exactitud de centímetres, i el seu funcionament es basa en una ona de radar que s'emet cap avall i torna reflectida a l'instrument, el processador del qual mesura el temps transcorregut i, per tant, la distància recorreguda per l'ona de ràdio. És tal la seua precisió que en els avions de gran port la seua indicació estableix el punt que el pilot manualment, o els sistemes automàtics, inicien la recollida, flare en anglès, immediatament prèvia al contacte amb el sòl. Reflecteix així l'altura real de l'avió respecte a la superfície terrestre en aqueix moment.
Si per alguna causa, el sistema estàtic pitot es danya o patisca algun desperfecte, en cas d'emergència, es trenca el vidre de l'instrument per a tenir una presa de pressió estàtica directa.

## ADI, abans "Horitzó artificial"
En la seua època revolucionari instrument que mai no va ser reemplaçat. Va substituir el "Turn & Bank", dels temps inicials de l'aviació per mitjà d'un giroscopi de moviment universal. La seua rigidesa en l'espai es representa en un instrument on apareix la terra, el cel, la línia de l'horitzó i una maqueta reproduint l'avió real. El que es veu en l'instrument, és exactament la posició relativa de l'avió veritable en l'espai. La seua invenció per la casa Sperry va significar una revolució en el vol sense visibilitat.

### Indicador de situació horitzontal
El segon en importància dels moderns instruments de posició i actitud de vol. En el seu caràtula apareix l'avió com si fora vist des de dalt, projectat sobre un cercle graduat que mostra els 360 graus de rumb. Totes les seues indicacions representen els moviments de l'avió sobre la terra, i mitjançant la superposició en la caràtula d'indicacions provinents de receptors de NDB, VOR, ILS, FMS, etc. que es descriuen a continuació, en fan una extraordinària eina de vol, navegació i aproximació. Es tracta de l'instrument "Tot en u" del panell. S'indiquen els detalls que es mostren en aquest enginyós instrument.

### Heading (Rumb)
A dalt de tot trobem la lubber line (en anglès, "línia de fe"). És una línia fixa que apareix en una bitàcola, brúixola o a l'indicador de posició de la pantalla de radar, que apunta cap a la part davantera de la nau o aeronau i es correspon amb la línia central de la nau.
La línia representa 0 graus i és, per tant, des del punt zero que es mesura l'orientació relativa. Per exemple, "vint graus a babord".

### La rosa de rumbs (compass rose)
La rosa de rumbs consisteix en un cercle de 360 graus al voltant del *HSI. Està dividit amb marques igualment espaiades 5 graus. Constitueix un meravellós instrument d'orientació. Donat el nostre curs actual de 000 graus, com és el camí cap a l'est (090 graus)?. Tirant una simple ullada a la rosa de rumbs se'ns mostra que un gir a la dreta ens duria al nostre nou rumb.

### Apuntador de rumbs (Heading bug)
Localitzat en la rosa de rumbs es tracta d'un menut apuntador movible. És un menut (en aquest cas) triangle de vora groga (buida per dins) que en la imatge el trobem a dalt a l'esquerra. Aquest apuntador es desplaça al llarg de tot el perímetre de la rosa de rumbs girant un botó situat en el cantó inferior dreta (heading select knob).
Aquest apuntador o mosca pot ser utilitzat de moltes formes i maneres. Quan vam volar "a mà" podem girar aquest apuntador fins al nostre rumb desitjat, d'aquesta forma tindrem, de forma constant, un recordatori visual. Si els serveis de trafique aeri (ATCs / Controladors) ens proporcionen un nou rumb bastara amb moure l'apuntador fins a nou nou rumb i, d'aquesta forma tornarem a tenir la nostra referència visual.
Quan vam usar el pilot automàtic en la manera "HEADING", el pilot automàtic seguirà la ruta del rumb seleccionat amb l'apuntador.

### Selector de curs (Course selector)
El selector de curs és la sageta groga de l'esquerra. El selector de curs es mou al voltant del perímetre de la rosa de rumbs girant el botó situat en el cantó inferior esquerra. Advertisca que existeix una «cua» en el selector de curs que, així mateix, és 180 graus oposat a l'anterior. El selector de curs s'empra per a seguir les rutes en les diferents maneres de navegació RNAV (AREA NAVIGATION), GPS (Global Positioning Satellite), VOR (Vhf Omni Range), i ILS (Instrument Landing System) entre d'altres.
Quan en la manera de navegació la "línia" central del selector de curs, coneguda com a CDI (Course Deviation Indicator) es mou fora del centre per a indicar l'adreça del curs que ha estat seleccionat amb el selector de curs per a tornar al curs s'ha de dirigir cap a la línia. Si aquesta es desplaça cap a l'esquerra, es deu volar cap a l'esquerra fins que tornem a aquesta en el curs. L'oposat ocorreria per a desviacions a la dreta.
El selector de curs també entra en joc quan es vola una ILS "BACK COURSE". Aquest permet al pilot seleccionar l'oposada de l'aproximació "back course" i permet al CDI proporcionar indicacions adequades d'esquerra i dreta.

### Indicadors de la senda de planatge (Glide slope indicators)
Les barres grogues a cada costat constitueixen els indicadors de senda de planatge. A cada costat de l'HSI hi ha tres menudes línies blanques. Aquestes representen les desviacions durant la senda del planatge. Les "barres" es mouran cap amunt quan l'aeronau es trobe per sota de la senda i cap avall quan la mateixa es troba volant per sobre de la senda.

## Receptors de radionavegació
Altres instruments són receptors de ràdio que se sintonitzen amb estacions emissores en terra. El més senzill es diu ADF, o radiogoniòmetre automàtic, i el més complex rep el nom de VOR, o emissor VHF Omnidireccional. Tota aeronau certificada per a operar en condicions de baixa visibilitat, d'acord amb les Regles de Vol Instrumental o IFR, necessita disposar d'aquesta classe d'equips per duplicat.
Els receptors de ILS, sistema d'aterratge per instruments, possibiliten l'acostament a la pista seguint el seu eix i un angle de planatge que conduirà exactament a l'aeronau al seu punt de contacte amb el sòl.
Els receptors de balises o fan markers, determinen distàncies exactes a l'instant de contacte, sent complementaris al DME, que es descriu a continuació.

## Dme
Correspon a Equip mesurador de distància. Un transmissor de molt alta freqüència col·locat en l'avió, emet un senyal codificat que és rebuda per una instal·lació terrestre. Per mitjà de la clau emesa, l'equip terrestre retorna el senyal a l'avió que la va generar, on el processador del DME calcula la distància a l'equip terrestre, i per efecte Doppler, la velocitat d'allunyament o acostament a aquesta. Des de fa molts anys, els equips terrestres de *DME, es localitzen al costat de les estacions de VOR o les de ILS.

## Transpondedor
Es van elaborar a partir del moment que la multitud de punts lluminosos que apareixien en les pantalles de radar dels controls de navegació i aproximació, van fer impossible identificar a cada avió en particular. L'eco primari, o siga, el senyal bàsic reflectida per l'avió, ja no va ser suficient per a controlar simultàniament a una quantitat d'aeronaus. La invenció del transpondedor va possibilitar la creació del cridat eco secundari, on l'equip de l'avió pot superposar dades vitals per al controlador, tals com el nombre del vol, la seua altitud i la seua velocitat. A més, el senyal retornat a terra per l'equip de bord, té una gran intensitat, per la qual cosa la representació en pantalla és molt més evident que la de l'eco primari.
Perquè es comprenga millor el principi de funcionament, podríem dir que el transpondedor rep l'ona emesa pel radar de terra, l'amplifica, la dota d'informacions addicionals, i la retorna a terra. Poc després de la seua invenció, es va apreciar la possibilitat d'incloure informació relativa a esdeveniments anormals registrats en l'avió, tals com avaries de ràdio, situacions d'emergència, o d'interferències il·lícites en el vol. Els detalls d'aquestes utilitzacions addicionals del transpondedor, no poden ser posats en coneixement del públic.

## Sistemes inercials
Atès que les aeronaus de passatgers, en funció de la seua altitud de vol, necessiten operar segons les Regles de Vol Instrumental, s'han desenvolupat sistemes de navegació específics per a elles, com els cridats inercials, que calculen la posició en funció de les resultants de totes les forces d'acceleració que actuen sobre l'avió des del moment que inicia el seu desplaçament per a l'enlairament.

## GPS
Caldria informació actualitzada i també sobre Europa, on viven la majoria de la gent de parla catalana.
L'instrument de vol més recent és el GPS, que ha suposat tota una revolució, ja que pot oferir prestacions similars al de les emissores clàssiques de radionavegació, a preus molt més econòmics, ja que eviten el manteniment de costosos equips de terra. La navegació instrumental mitjançant GPS està implementada en els avions de menut port, on la instal·lació dels sistemes inercials seria impossible, pel cost, i pel pes. El 2005, una gran quantitat d'aeroports nord-americans permeten les operacions d'aproximació i aterratge basades en aquest equip.

## FMC
La versió més sofisticada quant a integració dels mitjans de vol, navegació i operació de sistemes, rep el nom de FMC, sigles en anglès de Flight Management Computer, ordinador de gestió de vol. Aquest potent ordinador, permet programar la ruta i volar-la manualment o mitjançant el pilot automàtic, a més de calcular una gran quantitat de variables de l'aeronau, entre les quals les relatives a l'operació dels motors, l'administració del combustible, i tots els càlculs imaginables pel que fa a la navegació i el vol de l'aeronau. El FMC, o FMS, nomene aquest últim més adequat per referir-se a tot el sistema, rep informació de pràcticament tots els instruments de l'avió. Les dades cartogràfiques i informació referent a procediments de navegació, s'insereixen electrònicament en l'ordinador central, de la mateixa forma que es renoven les cartes de navegació, aproximació, enlairament i informació aeroportuària, canviant les fulles de paper usades i substituint-les per les noves.
No obstant això, aquest sistema, per raons de redundància, es continua utilitzant escrupolosament. La seguretat aèria no pot dependre de sistemes electrònics que puguen fallar.